# منتخب إسبانيا تحت 20 سنة لكرة السلة
منتخب إسبانيا تحت 20 سنة لكرة السلة هو ممثل إسبانيا الرسمي في المنافسات الدولية في كرة السلة
.